# Camila Giorgi
Pour les articles homonymes, voir Giorgi.
Camila Giorgi, née le 30 décembre 1991 à Macerata en Italie, est une joueuse de tennis italienne.
Professionnelle depuis 2006, elle a remporté quatre tournois WTA dont celui de Montréal en 2021.

## Carrière

### Début de carrière

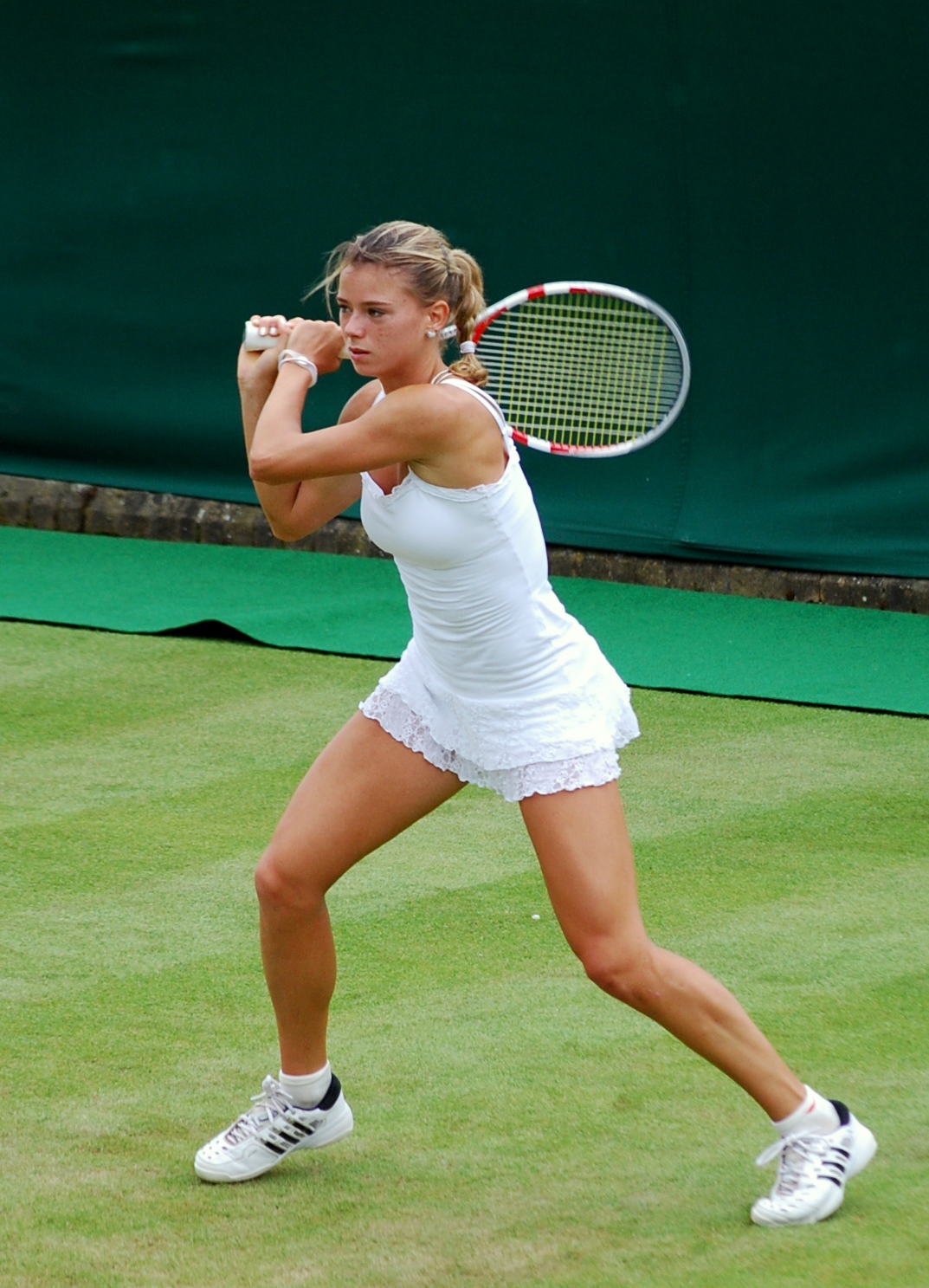
Camila Giorgi à Wimbledon, 2011.

Née à Macerata d'un père argentin et entraîneur de tennis, Sergio Giorgi,, et d'une mère italienne, Camila Giorgi commence le tennis à l'âge de cinq ans. Elle dispute son premier match officiel le 28 août 2006 lors d'un tournoi ITF disputé en Azerbaïdjan. À l'âge de douze ans, elle perd sa sœur, passionnée de tennis, décédée dans un accident de voiture.
Elle ne dispute de 2006 à juin 2011 aucun match en simple dans un tableau principal d'un tournoi WTA mais elle remporte quatre titres sur le circuit ITF en simple et perd deux autres finales. C'est lors du tournoi de Wimbledon 2011 que Giorgi dispute son premier match de tableau principal d'un tournoi WTA. Après avoir remporté ses trois tours de qualification, Giorgi est battue au premier tour par Tsvetana Pironkova (6-2, 6-1). Quelques semaines plus tard, Giorgi échoue à se qualifier pour le tableau principal de l'US Open. Elle termine cette année 2011 à la 149e place.
Remportant son cinquième titre ITF en avril 2012, elle est éliminée à la fin du mois de mai au dernier tour des qualifications de Roland-Garros mais elle se qualifie pour le simple de Wimbledon quelques semaines plus tard. Elle y domine Flavia Pennetta (6-4, 6-3), Anna Tatishvili (6-3, 6-1) puis Nadia Petrova (6-3, 7-66) pour atteindre les huitièmes de finale où elle s'incline contre Agnieszka Radwańska (6-2, 6-3).
Elle a quelques victoires notables à son palmarès : contre la Française Marion Bartoli (tête de série no 1), au premier tour des Internationaux de Strasbourg en 2013 (en deux sets 6-3, 6-2). Elle est éliminée par la Canadienne Eugenie Bouchard au second tour. Mais également contre la Danoise Caroline Wozniacki, alors tête de série no 6 et 8e joueuse mondiale, au 3e tour de l'US Open 2013 (4-6, 6-4, 6-3). Elle est battue en 1/8 de finale par l'Italienne Roberta Vinci, tête de série no 10 (6-4, 6-2).

### 2014

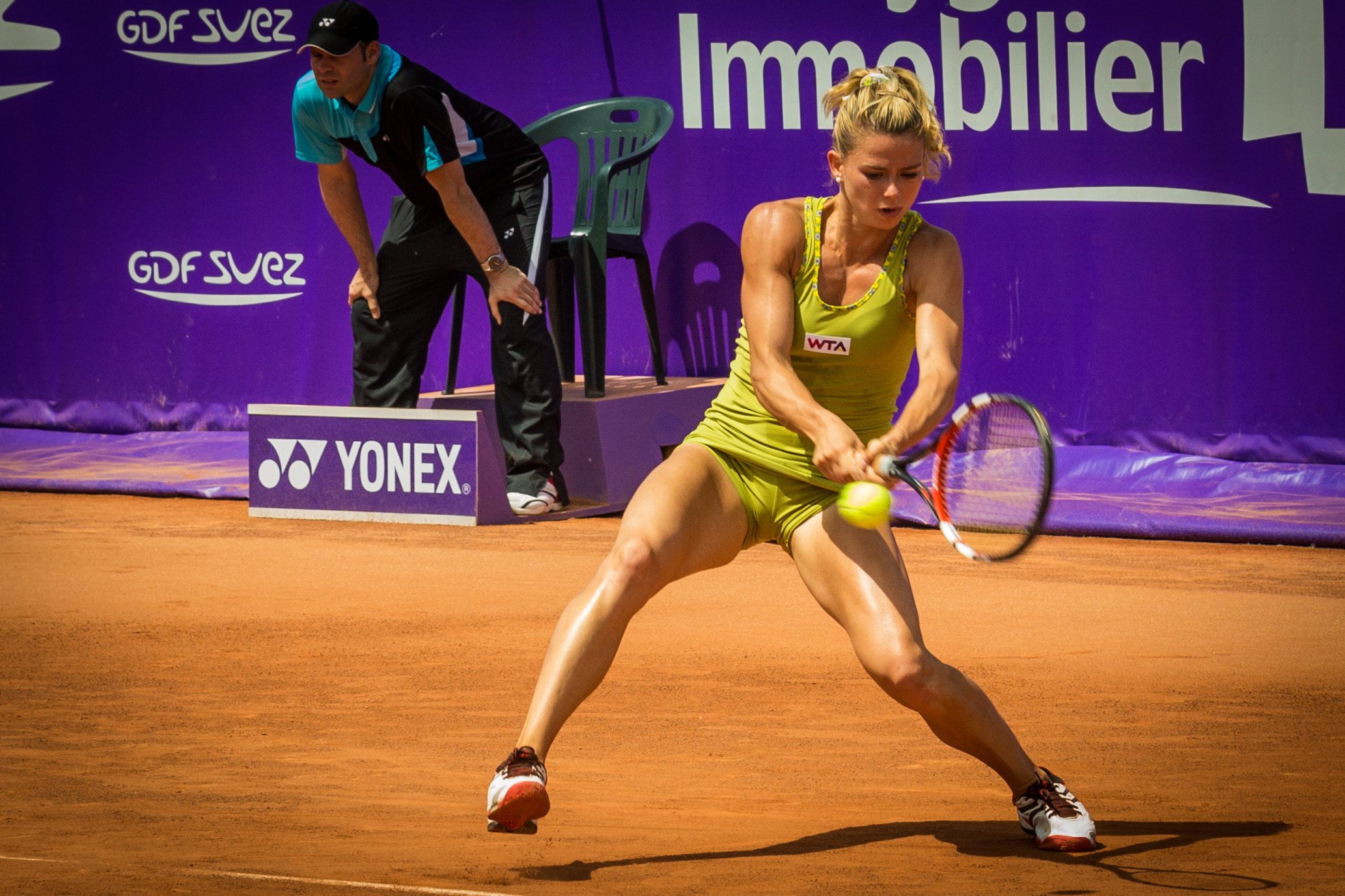
Camila Giorgi aux Internationaux de Strasbourg, mai 2014.

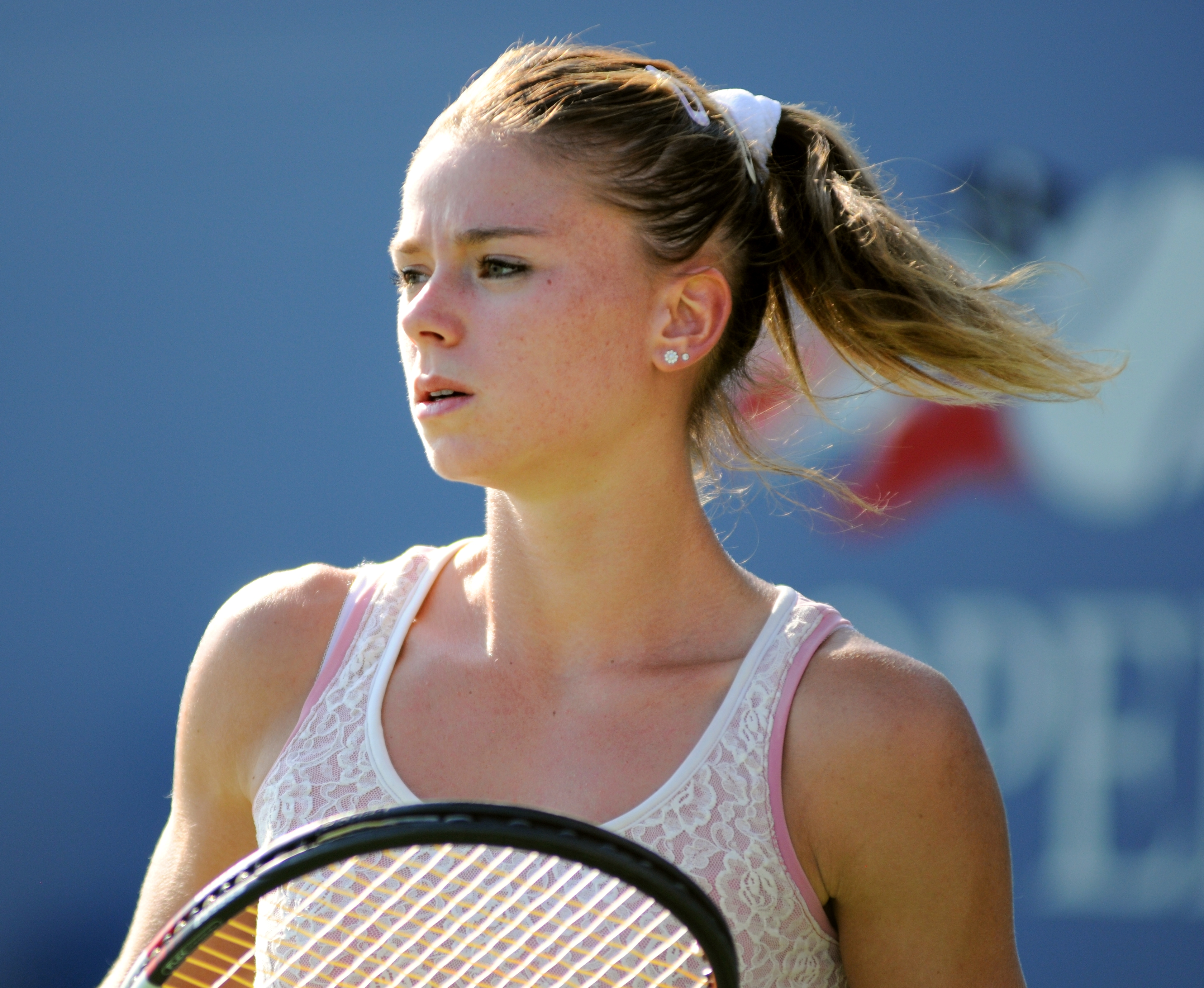
Camila Giorgi en août 2014.

Son année 2014 s'avère prometteuse puisqu'à Indian Wells, elle élimine successivement l'Allemande Andrea Petkovic (65-7, 6-3, 6-3), la Roumaine Sorana Cîrstea, 27e joueuse mondiale (7-63, 6-3) et la Russe Maria Sharapova, 5e joueuse mondiale (6-3, 4-6, 7-5).
Elle continue sur sa lancée au tournoi de Katowice, où elle élimine au second tour l'Italienne Roberta Vinci (16e joueuse mondiale et tête de série no 2) (6-3, 67-7, 6-0) : belle revanche de l'US Open ! Elle se hisse ensuite en demi-finales où elle bat en deux sets Carla Suárez Navarro (17e joueuse mondiale et tête de série no 3) (7-62, 6-4). Néanmoins, elle s'incline quelques jours plus tard en finale contre la Française Alizé Cornet, tête de série numéro 4, (7-63, 5-7, 7-5).
Après une déception à l'Open de Madrid où elle ne parvient pas à se qualifier pour le tableau principal, elle commence sur les chapeaux de roue le tournoi de Rome, pour lequel elle bénéficie d'une wild-card, en éliminant au premier tour la Slovaque Dominika Cibulková, 10e joueuse mondiale et tête de série no 9 du tournoi (6-4, 7-62). Mais elle ne va pas plus loin car elle perd au second tour contre Christina McHale (qualifée) sur le score de (1-6, 6-3, 6-1).
Son parcours à Roland-Garros est assez bref puisqu'elle se fait battre par la Russe Svetlana Kuznetsova (tête de série no 27) dès le deuxième tour (7-65, 6-3). Cela lui permet néanmoins d'atteindre la 44e place mondiale son meilleur classement à cette date.
Après un parcours anodin à Birmingham (victoire par abandon sur une qualifiée et perte au second tour contre la Belge Kirsten Flipkens), elle pointe à la 42e place mondiale. Ensuite, elle continue à Eastbourne, sa moisson de tête de série en éliminant Victoria Azarenka, 8e joueuse mondiale et tête de série no 4 (4-6, 6-3, 7-5) mais il faut reconnaître que cette dernière est diminuée par des pépins physiques (forfait à Miami, Madrid et Roland-Garros). C'est sa quatrième victoire contre une joueuse du top 10. Encore irrégulière, elle laisse Caroline Wozniacki prendre sa revanche et l'emporter en quart de finale (67-7, 6-4, 6-2).
À Wimbledon, elle perd au deuxième tour contre l'Américaine Alison Riske (44e joueuse mondiale) (7-5, 6-2). C'est un peu décevant car en 2012 et 2013, elle était allée respectivement jusqu'en 1/8 et 1/16 de finale. Cela dit, elle continue de grappiller des places au classement WTA, puisqu'elle pointe désormais à la 40e place mondiale. Après être allée jusqu'en quart de finale au tournoi de Bad Gastein - ce qui lui permet d'atteindre son meilleur classement, à savoir 37e mondiale - son été continue modestement puisqu'elle est éliminée au premier tour de l'Open du Canada, et des tournois de Bastad et de Cincinnati. En revanche, à New Haven, elle se hisse jusqu'en demi-finale, en ayant éliminé la Danoise Caroline Wozniacki (12e joueuse mondiale) au deuxième tour (6-4, 6-2). À cette occasion, elle améliore son meilleur classement, à savoir 31e mondiale. À la suite de cela, elle enchaîne forfaits (Tokyo notamment) et contre-performances (perte aux premiers tours de l'US Open contre une qualifiée, de l'Open de Wuhan et de Pékin), et chute logiquement au classement à la 44e place mondiale. Elle se hisse ensuite en finale du tournoi de Linz en battant notamment l'Allemande Andrea Petkovic (16e mondiale et tête de série no 4) au premier tour (6-1,6-2). Elle finit sa saison par un quart de finale à l'Open de Moscou, en battant notamment l'Italienne Flavia Pennetta (tête de série no 3) au deuxième tour (7-64 6-4). Elle achève sa saison à la 34e place au classement WTA.

### 2015: premier titre WTA

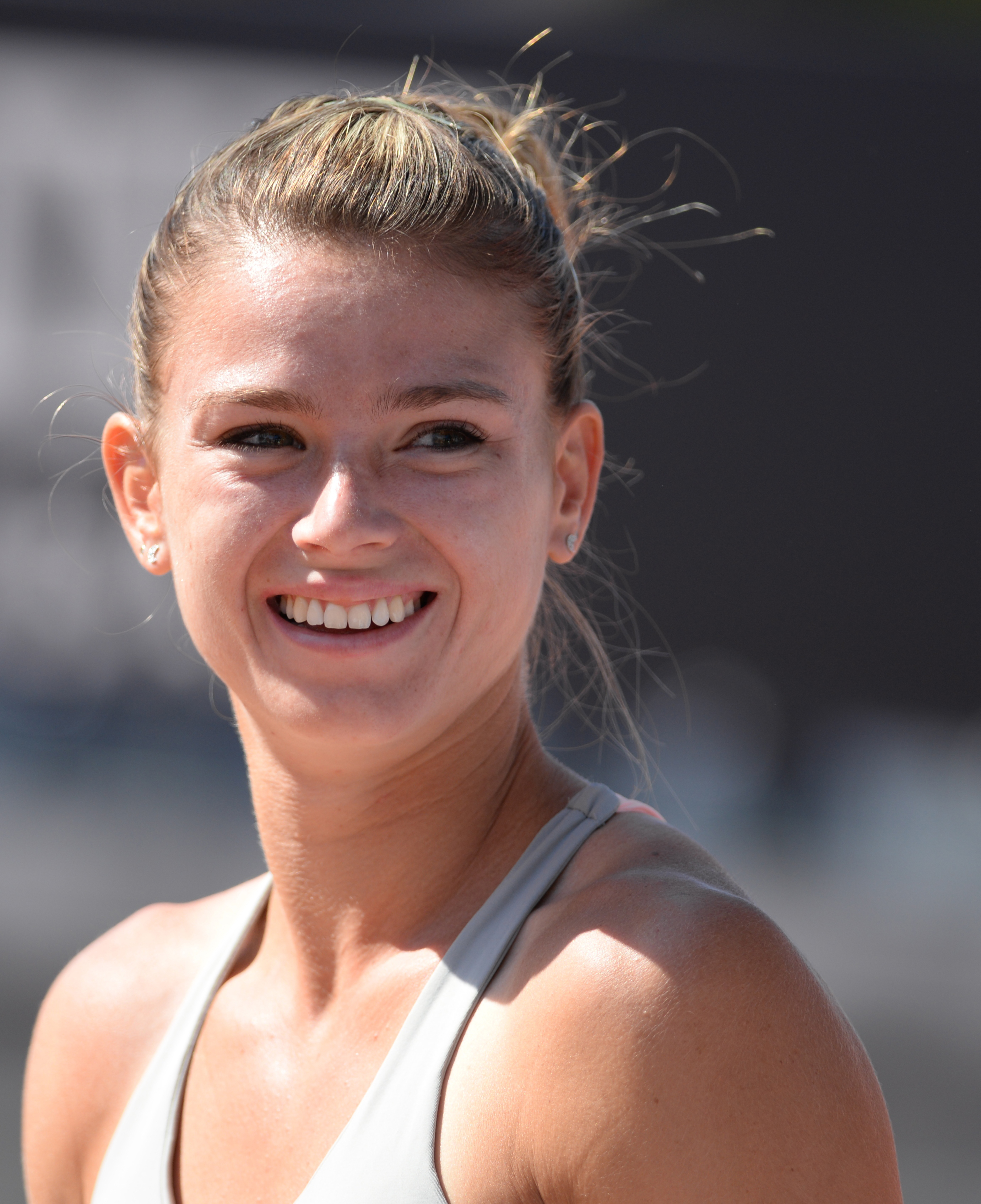
Camila Giorgi en 2015

Elle commence la saison 2015 par un quart de finale à Hobart et un troisième tour à l'Open d'Australie, battant au passage pour la troisième fois en quatre confrontations sa compatriote Flavia Pennetta (12e joueuse mondiale) au premier tour (4-6, 6-2, 6-3), ce qui lui fait retrouver son meilleur classement, la 31e place mondiale.
Elle permet à l'Italie de gagner un point en Fed Cup contre la France en battant à plates coutures Alizé Cornet (19e au classement WTA), sur le score de 6-4, 6-2. Mais l'Italie finit par s'incliner. Elle perd notamment son second simple face à Caroline Garcia (4-6, 6-0, 6-2).
Elle enchaîne avec un décevant premier tour à Anvers et un second tour à Dubaï, chaque fois stoppée par l'Espagnole Carla Suárez Navarro (17e joueuse mondiale) qu'elle a pourtant battue en avril 2014 sur la même surface lors de son beau tournoi de Katowice. Elle est ensuite battue dès son entrée en lice au tournoi d'Indian Wells. Elle chute logiquement de quelques places au classement WTA, où elle pointe à la 37e place. Elle fait ensuite un parcours moyen à Miami (3e tour, logiquement battue par Simona Halep, no 3, 6-4, 7-5). Après un excellent parcours à Katowice, où elle écarte notamment Agnieszka Radwańska, tête de série no 1 et no 9 au classement WTA, en demi-finale (6-4, 6-2), elle s'incline en finale, battue par la Slovaque Anna Schmiedlová, pourtant seulement 67e joueuse mondiale (6-4, 6-3). Cela ne la fait pas beaucoup progresser au classement car elle était déjà finaliste l'an passé. Elle est ensuite logiquement battue par Serena Williams en match de barrage de la Fed Cup. Elle fait une médiocre saison sur terre battue, puisqu'elle perd dès le premier tour aux tournois de Madrid et de Rome. Elle ne passe ensuite qu'un seul tour à Roland-Garros. Elle commence par contre la saison sur gazon sur les chapeaux de roue puisqu'elle acquiert son premier titre sur le circuit WTA à Bois-le-Duc en battant en finale la Suissesse Belinda Bencic (7-5, 6-3). Elle passe deux tours à Eastbourne et atteint le troisième tour à Wimbledon. Elle est stoppée par Caroline Wozniacki (no 5) sur le score sévère de 6-2, 6-2.
Sa saison sur dur est assez moyenne puisqu'elle est battue par sa compatriote Francesca Schiavone au second tour du tournoi d'Istanbul. Sa régularité lui permet néanmoins d'atteindre son meilleur classement à l'issue du tournoi (30e place mondiale). Elle ne dispute que deux tournois de la tournée américaine du mois d'août : elle perd au second tour à Cincinnati et au premier à New Haven. Elle conclut cette tournée par un deuxième tour à l'US Open.
Elle fera une prestation moyenne dans la fin de saison asiatique : perte au second tour à Tokyo, huitième de finale à Wuhan (battant au second tour la suissesse Belinda Bencic, tête de série n°11 et 14e au classement WTA) et perte dès le premier tour à Pékin. Elle achève sa saison 2015 par une perte au second tour au tournoi de Linz.

### 2016: difficile démarrage et conflit avec la FIT
Lors de la tournée sur dur préparatoire à l'Open d'Australie, elle perd d'entrée à Brisbane. Par contre, elle va jusqu'en quart de finale à celui de Hobart (mais elle n'a pas été confrontée à des joueuses du top 50). Ensuite, elle perd au premier tour de l'Open d'Australie. En février, elle gagne un match de Fed Cup en indoor face à Kristina Mladenovic (1-6, 6-4, 6-1) et perd l'autre face à Caroline Garcia (6-3, 6-4). L'Italie est tout de même éliminée. Elle continue la saison sur dur par une perte au premier tour de Dubaï. Ce n'est qu'à Indian Wells qu'elle parvient à passer un tour avant de s'incliner dès qu'elle rencontre une joueuse du top 50, Ana Ivanovic (no 14) (2-6, 6-2, 7-6) non sans s'être bien battue. Elle descend à la 45e place. Elle perd ensuite au premier tour à Miami. Elle retrouve des couleurs à Katowice où elle se hisse en finale. C'est un tournoi où elle a de bonnes sensations puisqu'elle y a été finaliste également en 2014 et 2015 (elle n'a été confrontée à aucune joueuse du top 50 cette année).
Elle est suspendue neuf mois par la Fédération italienne de tennis pour refus de sélection accompagné d'une amende de 30 000 euros, d'une interdiction d'utiliser les structures d'entraînement et d'une privation de wild-card pour le tournoi de Rome.

### 2017: Numéro un en Italie

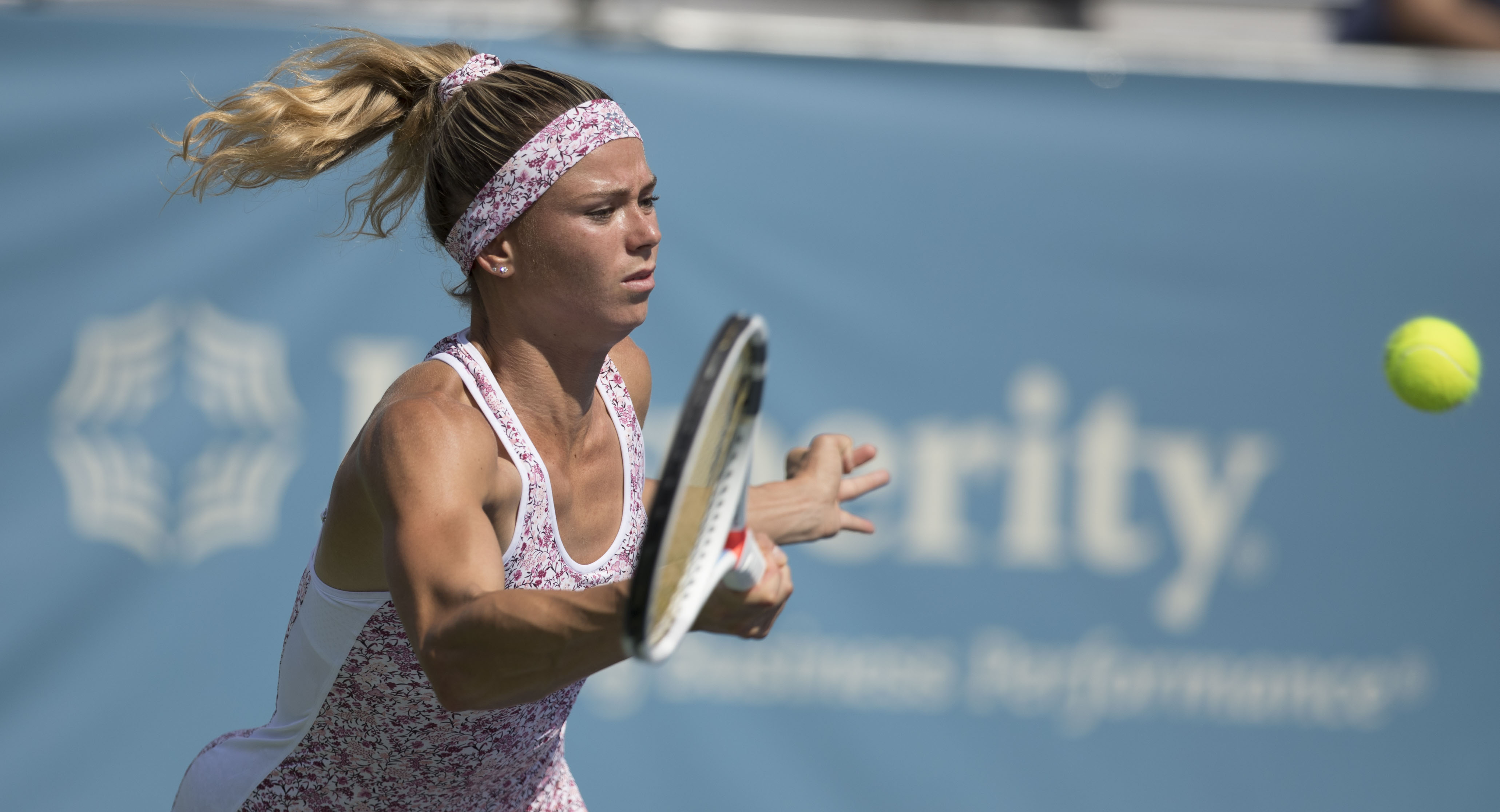
Au tournoi de Washington 2017

Camila commence la saison avec une bonne performance, une demi finale à Shenzhen, mais sera ralentie par une blessure au dos au printemps puis plus tard par une blessure à la cuisse. Elle revient en forme à Wimbledon où elle gagne deux matchs et gagne 14 places au classement WTA. Profitant de la chute de Roberta Vinci au classement WTA elle devient la joueuse italienne n°1, avec une 67e place, terminant même la saison à la 79e place à la suite d'une blessure au coude.

### 2018: Quart de finale à Wimbledon
Camila commence la saison avec une demi-finale à Sydney où elle bat notamment Sloane Stephens et Petra Kvitová, puis une autre sur terre battue à Prague. À Roland-Garros, elle s'incline au troisième tour contre Stephens, future finaliste et retrouve après le tournoi le top 50. À Wimbledon, elle se qualifie pour son premier quart de finale en Grand Chelem. Elle bat la 21e mondiale Anastasija Sevastova au premier tour, puis sauve des balles de match contre Kateřina Siniaková au 3e. Elle échoue contre Serena Williams.
À Tokyo, elle atteint la demi-finale et se distingue avec une victoire sur la n°2 mondiale Caroline Wozniacki.
En octobre 2018, elle remporte son deuxième tournoi WTA, à Linz contre la Russe Ekaterina Alexandrova.

### 2019: Deux finales malgré les blessures
Une blessure au poignet la contraint à faire l'impasse sur l'intégralité de la saison sur terre battue. Elle fait un retour infructueux sur gazon puis se rend à Washington où elle parvient en finale mais s'incline contre l'Américaine Jessica Pegula. Trois semaines plus tard, elle dispute une nouvelle finale au Bronx mais échoue contre la qualifiée polonaise Magda Linette.

### 2020-2021: Sortie du top 100 puis succès au Canada
Début 2020, elle sort brièvement du top 100 pour la première fois depuis 2017. Elle obtient pour principaux résultats un 3e tour en Australie et une demi-finale à Palerme.
Lors de la première partie de la saison 2021, elle ne connait aucun résultat significatif mis à part un quart de finale à Lyon. Elle ne remporte que deux matchs sur terre battue, signant toutefois une victoire sur Petra Martić à Roland-Garros. Elle se reprend sur le gazon de Birmingham en éliminant deux joueuses du top 10, Karolína Plíšková au premier tour et la n°4 Aryna Sabalenka en quart. Elle abandonne au tour suivant contre Anett Kontaveit. Sélectionnée aux Jeux olympiques de Tokyo, elle se montre à son avantage en écartant d'entrée Jennifer Brady, puis Elena Vesnina. Elle signe un nouveau succès sur Plíšková et rejoint sans perdre un set les quarts de finale où elle est battue par Elina Svitolina.
Lors du Masters du Canada à Montréal, elle crée la surprise en battant successivement Elise Mertens (6-3, 7-5), Nadia Podoroska (6-2, 6-4), Petra Kvitová (6-4, 6-4), Coco Gauff (6-4, 7-62) et Jessica Pegula (6-3, 3-6, 6-1) pour se qualifier pour la finale. Elle obtient une troisième victoire en deux mois sur Plíšková (6-3, 7-5) et remporte le plus grand titre de sa carrière.

### 2022: Huitièmes de finale à Roland Garros

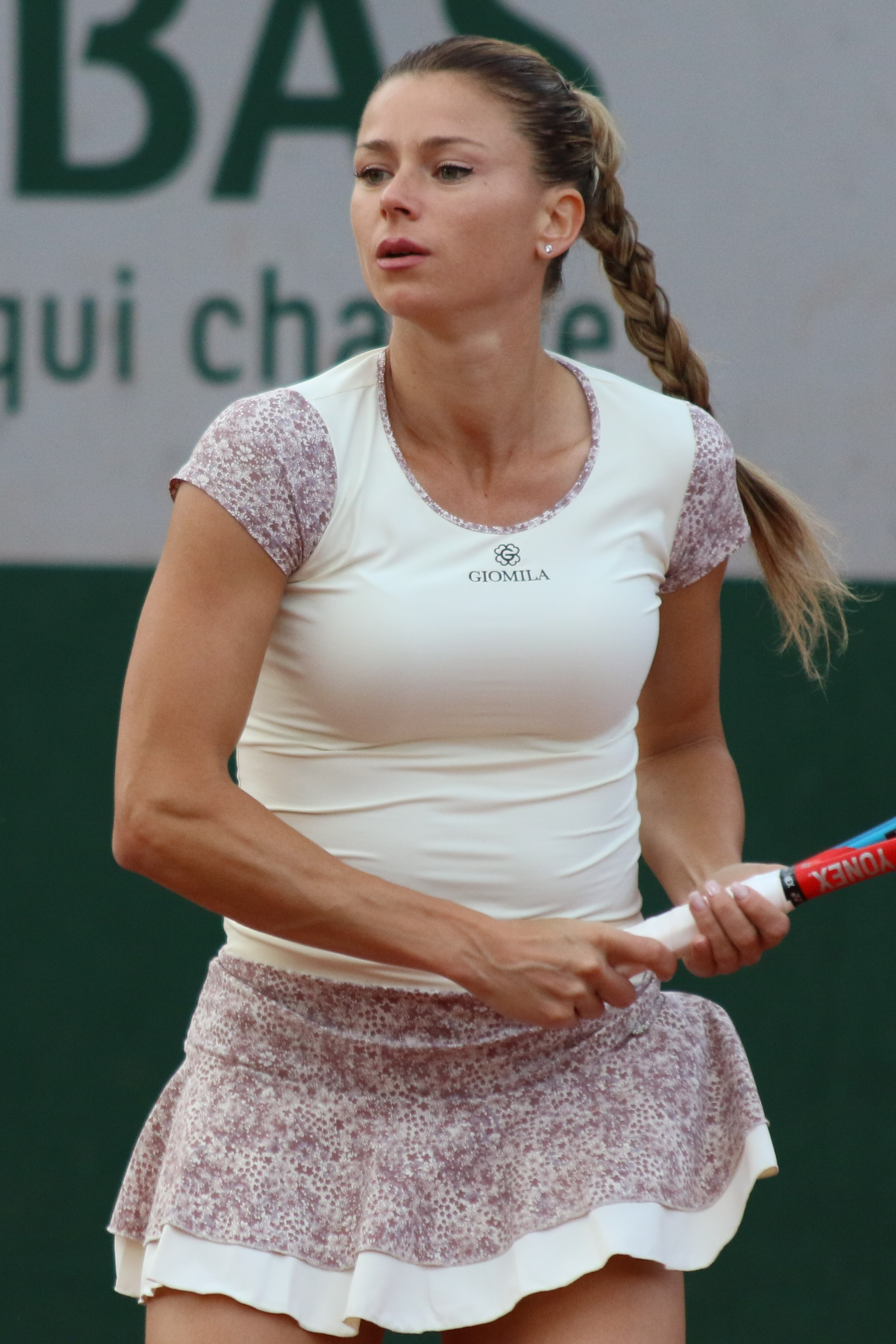
À Roland-Garros 2022

En mai 2022, elle atteint les huitièmes de finale du tournoi de Roland-Garros, en battant entre autres la Biélorusse Aryna Sabalenka (4-6, 6-1, 6-0). Elle tombe contre Daria Kasatkina (2-6, 2-6).
En juin, juste avant le tournoi de Wimbledon, elle atteint les demi-finales du tournoi d'Eastbourne, en s'imposant notamment contre l'Espagnole Garbiñe Muguruza, pour leur seconde confrontation sur gazon, en deux sets (7-5, 6-3). Elle s'incline face à la Lettone Jeļena Ostapenko (2-6, 2-6), tenante du titre.

### 2023: 4etitre à Merida
Fin février elle s'impose lors du tournoi de Merida en battant l'Egyptienne Mayar Sherif (6-4, 6-2), l'Espagnole Nuria Párrizas Díaz (7-6, 6-2), en collant une double bicyclette à l'Américaine Sloane Stephens, ancienne vainqueur de l'US Open (6-0, 6-0) en quarts de finale, de la Tchèque Kateřina Siniaková (7-5, 7-6) et de la qualifiée Rebecca Peterson (7-6, 1-6, 6-2). Fin juin, elle accède aux demi-finale d'Eastbourne en écartant la locale Heather Watson (6-3, 6-4), la finaliste de Wimbledon l'année passée Ons Jabeur (6-3, 6-2) et la Lettone Jeļena Ostapenko (7-6 ab.), gagnante de Birmingham une semaine plus tôt. Elle s'arrête aux portes de la finale contre la Russe Daria Kasatkina (2-6, 5-7).

### 2024: Retraite
Le 8 mai 2024 L'Agence internationale pour l'intégrité du tennis (ITIA) annonce sur son site officiel le départ en retraite de Camila Giorgi à compter du 7 mai 2024 à l'âge de 32 ans,.
Son dernier match officiel remonte au 23 mars 2024 à Miami, battue (6-1,6-1)  par la Polonaise Iga Swiatek, au deuxième tour. Camila Giorgi numéro 116 mondial a été numéro 26 (meilleur classement), a remporté quatre titres, le plus important étant le 1000 de Montréal en 2021, a atteint les quarts de finale à Wimbledon (en 2018) et aux Jeux olympiques de Tokyo 2021.

## Style de jeu
Camila Giorgi est une joueuse complète qui possède un bon jeu de jambes et une très bonne réactivité ce qui la rend efficace en défense. Malgré sa taille relativement modeste, Camila développe le plus souvent un jeu très offensif basé sur des coups puissants en fond de court, aussi bien en coup droit qu'en revers, bien que ce dernier soit un peu moins solide lorsqu'elle est nerveuse. Elle pratique donc un tennis à hauts risques qui peut engendrer un grand nombre de fautes directes dans un mauvais jour. Aidée par ses bons réflexes, Giorgi possède une volée efficace qu'elle a peu l'occasion de pratiquer en raison de la puissance de ses coups. Le seul défaut de Camila Giorgi est celui qu'elle partage avec toute la jeune génération du tennis : l'irrégularité. Ce paramètre est parfaitement illustré par le nombre élevé de doubles fautes dans un match malgré un excellent service qui dépasse régulièrement les 180 km/h en première balle. Sa qualité en retour de service est à signaler, pour lequel elle se place à l'intérieur du court.

## Palmarès

### Titres en simple dames
| No | Date       | Nom et lieu du tournoi            | Catégorie | Dotation    | Surface      | Finaliste             | Score          |          |
| -- | ---------- | --------------------------------- | --------- | ----------- | ------------ | --------------------- | -------------- | -------- |
| 1  | 08-06-2015 | Topshelf Open, Bois-le-Duc        | Intern'l  | 250 000 $   | Gazon (ext.) | Belinda Bencic        | 7-5, 6-3       | Parcours |
| 2  | 08-10-2018 | Upper Austria Ladies Linz, Linz   | Intern'l  | 250 000 $   | Dur (int.)   | Ekaterina Alexandrova | 6-3, 6-1       | Parcours |
| 3  | 09-08-2021 | Omnium Banque Nationale, Montréal | WTA 1000  | 1 835 490 $ | Dur (ext.)   | Karolína Plíšková     | 6-3, 7-5       | Parcours |
| 4  | 20-02-2023 | Merida Open Akron, Mérida         | WTA 250   | 259 303 $   | Dur (ext.)   | Rebecca Peterson      | 7-63, 1-6, 6-2 | Parcours |

### Finales en simple dames
| No | Date       | Nom et lieu du tournoi              | Catégorie | Dotation  | Surface    | Vainqueure          | Score           |          |
| -- | ---------- | ----------------------------------- | --------- | --------- | ---------- | ------------------- | --------------- | -------- |
| 1  | 07-04-2014 | BNP Paribas Katowice Open, Katowice | Intern'l  | 250 000 $ | Dur (int.) | Alizé Cornet        | 7-63, 5-7, 7-5  | Parcours |
| 2  | 06-10-2014 | Generali Ladies, Linz               | Intern'l  | 250 000 $ | Dur (int.) | Karolína Plíšková   | 6-74, 6-3, 7-64 | Parcours |
| 3  | 06-04-2015 | Katowice Open, Katowice             | Intern'l  | 250 000 $ | Dur (int.) | Anna K. Schmiedlová | 6-4, 6-3        | Parcours |
| 4  | 04-04-2016 | Katowice Open, Katowice             | Intern'l  | 250 000 $ | Dur (int.) | Dominika Cibulková  | 6-4, 6-0        | Parcours |
| 5  | 29-07-2019 | Citi Open, Washington               | Intern'l  | 226 750 $ | Dur (ext.) | Jessica Pegula      | 6-2, 6-2        | Parcours |
| 6  | 19-08-2019 | Bronx Open, Bronx                   | Intern'l  | 226 750 $ | Dur (ext.) | Magda Linette       | 5-7, 7-5, 6-4   | Tableau  |

## Parcours en Grand Chelem

### En simple dames
| Année | Open d'Australie | Open d'Australie  | Internationaux de France | Internationaux de France | Wimbledon       | Wimbledon           | US Open         | US Open              |
| ----- | ---------------- | ----------------- | ------------------------ | ------------------------ | --------------- | ------------------- | --------------- | -------------------- |
| 2010  | —                | —                 | —                        | —                        | —               | —                   | Q1              | Patricia Mayr        |
| 2011  | —                | —                 | —                        | —                        | 1er tour (1/64) | Tsvetana Pironkova  | Q2              | Réka Luca Jani       |
| 2012  | —                | —                 | Q3                       | Heidi El Tabakh          | 1/8 de finale   | Agnieszka Radwańska | 1er tour (1/64) | Tsvetana Pironkova   |
| 2013  | 1er tour (1/64)  | Stéphanie Foretz  | 1er tour (1/64)          | Peng Shuai               | 3e tour (1/16)  | Marion Bartoli      | 1/8 de finale   | Roberta Vinci        |
| 2014  | 2e tour (1/32)   | Alizé Cornet      | 2e tour (1/32)           | Svetlana Kuznetsova      | 2e tour (1/32)  | Alison Riske        | 1er tour (1/64) | Anastasia Rodionova  |
| 2015  | 3e tour (1/16)   | Venus Williams    | 2e tour (1/32)           | Garbiñe Muguruza         | 3e tour (1/16)  | Caroline Wozniacki  | 2e tour (1/32)  | Sabine Lisicki       |
| 2016  | 1er tour (1/64)  | Serena Williams   | 2e tour (1/32)           | Kiki Bertens             | 1er tour (1/64) | Garbiñe Muguruza    | 1er tour (1/64) | Samantha Stosur      |
| 2017  | 1er tour (1/64)  | Timea Bacsinszky  | 1er tour (1/64)          | Océane Dodin             | 3e tour (1/16)  | Jeļena Ostapenko    | 1er tour (1/64) | Magdaléna Rybáriková |
| 2018  | 2e tour (1/32)   | Ashleigh Barty    | 3e tour (1/16)           | Sloane Stephens          | 1/4 de finale   | Serena Williams     | 2e tour (1/32)  | Venus Williams       |
| 2019  | 3e tour (1/16)   | Karolína Plíšková | —                        | —                        | 1er tour (1/64) | Dayana Yastremska   | 1er tour (1/64) | María Sákkari        |
| 2020  | 3e tour (1/16)   | Angelique Kerber  | 1er tour (1/64)          | Martina Trevisan         | Annulé          | Annulé              | 2e tour (1/32)  | Naomi Osaka          |
| 2021  | 2e tour (1/32)   | Iga Świątek       | 2e tour (1/32)           | Varvara Gracheva         | 2e tour (1/32)  | Karolína Muchová    | 1er tour (1/64) | Simona Halep         |
| 2022  | 3e tour (1/16)   | Ashleigh Barty    | 1/8 de finale            | Daria Kasatkina          | 1er tour (1/64) | Magdalena Fręch     | 2e tour (1/32)  | Madison Keys         |
| 2023  | 3e tour (1/16)   | Belinda Bencic    | 2e tour (1/32)           | Jessica Pegula           | 1er tour (1/64) | Varvara Gracheva    | 1er tour (1/64) | Jessica Pegula       |
| 2024  | 1er tour (1/64)  | Victoria Azarenka | —                        | —                        | —               | —                   | —               | —                    |

N.B. : à droite du résultat se trouve le nom de l'ultime adversaire.

### En double dames
| Année | Open d'Australie          | Open d'Australie        | Internationaux de France | Internationaux de France | Wimbledon | Wimbledon | US Open | US Open |
| ----- | ------------------------- | ----------------------- | ------------------------ | ------------------------ | --------- | --------- | ------- | ------- |
| 2013  | 1er tour (1/32) S. Vögele | S. Williams V. Williams | —                        | —                        | —         | —         | —       | —       |

N.B. : à droite du résultat se trouve le nom de l'ultime adversaire.

## Parcours en «Premier» et WTA 1000
Les tournois WTA « Premier Mandatory » et « Premier 5 » (entre 2009 et 2020) et WTA 1000 (à partir de 2021) constituent les catégories d'épreuves les plus prestigieuses, après les quatre levées du Grand Chelem.

### En simple dames
| Année |              | Premier Mandatory           | Premier Mandatory            | Premier Mandatory                | Premier Mandatory             |       | Premier 5 | Premier 5                        | Premier 5                         | Premier 5                   | Premier 5                     | Premier 5 | Premier 5                    |
| Année | Indian Wells | Miami                       | Madrid                       | Pékin                            |                               | Dubaï | Rome      | Canada                           | Cincinnati                        |                             | Tokyo                         |           |                              |
| Année | Indian Wells | Miami                       | Madrid                       | Pékin                            |                               | Doha  | Rome      | Canada                           | Cincinnati                        |                             | Wuhan                         |           |                              |
| Année | Indian Wells | Miami                       | Madrid                       | Pékin                            | Guadalajara                   |       | Rome      | Canada                           | Cincinnati                        |                             |                               |           |                              |
| 2012  |              |                             |                              |                                  | 2e tour (1/16) R. Oprandi     |       |           |                                  |                                   |                             | 2e tour (1/16) S. Stephens    |           | 1er tour (1/32) T. Paszek    |
| 2013  |              |                             | 1er tour (1/64) L. Robson    | 1er tour (1/32) N. Petrova       |                               |       |           |                                  |                                   |                             |                               |           |                              |
| 2014  |              | 4e tour (1/8) F. Pennetta   |                              |                                  | 1er tour (1/32) L. Šafářová   |       |           |                                  | 2e tour (1/16) C. McHale          | 1er tour (1/32) E. Vesnina  | 1er tour (1/32) S. Kuznetsova |           | 1er tour (1/32) E. Svitolina |
| 2015  |              | 2e tour (1/32) H. Watson    | 3e tour (1/16) S. Halep      | 1er tour (1/32) T. Pironkova     | 1er tour (1/32) T. Bacsinszky |       |           | 2e tour (1/16) C. Suárez Navarro | 1er tour (1/32) J. Janković       |                             | 2e tour (1/16) A. Petkovic    |           | 3e tour (1/8) A. Kerber      |
| 2016  |              | 2e tour (1/32) A. Ivanović  | 1er tour (1/64) M. Brengle   | 2e tour (1/16) A. Pavlyuchenkova |                               |       |           |                                  |                                   | 2e tour (1/16) R. Vinci     |                               |           |                              |
| 2017  |              | 1er tour (1/64) J. Larsson  |                              |                                  |                               |       |           |                                  |                                   |                             | 3e tour (1/8) Ka. Plíšková    |           |                              |
| 2018  |              |                             | 1er tour (1/64) D. Vekić     |                                  |                               |       |           |                                  |                                   |                             | 2e tour (1/16) M. Keys        |           | 1er tour (1/32) A. Krunić    |
| 2019  |              |                             | 2e tour (1/32) T. Maria      |                                  |                               |       |           |                                  |                                   | 1er tour (1/32) V. Azarenka | 1er tour (1/32) M. Sákkari    |           | 1er tour (1/32) R. Peterson  |
| 2020  |              |                             |                              |                                  |                               |       |           |                                  | 1er tour (1/32) D. Yastremska     |                             |                               |           |                              |
|       |              | WTA 1000                    |                              |                                  |                               |       |           |                                  |                                   |                             |                               |           |                              |
| 2021  |              | 2e tour (1/32) A. Anisimova | 1er tour (1/64) L. Samsonova |                                  |                               |       |           |                                  | 1er tour (1/32) S. Sorribes Tormo | Victoire Ka. Plíšková       |                               |           |                              |
| 2022  |              | Forfait                     | Forfait                      | 1er tour (1/32) J. Pegula        |                               |       |           | Forfait                          | 1er tour (1/32) A. Tomljanović    | 3e tour (1/8) J. Pegula     | 1er tour (1/32) M. Kostyuk    |           |                              |
| 2023  |              | 2e tour (1/32) J. Pegula    | 2e tour (1/32) V. Azarenka   | 1er tour (1/64) M. Sherif        |                               |       |           |                                  | 3e tour (1/16) K. Muchová         | 2e tour (1/16) P. Kvitová   |                               |           | 3e tour (1/8) M. Sákkari     |
| 2024  |              | 2e tour (1/32) L. Nosková   | 2e tour (1/32) I. Świątek    |                                  |                               |       |           |                                  |                                   |                             |                               |           |                              |

Sous le résultat, l’ultime adversaire.

## Parcours aux Jeux olympiques

### En simple dames
| # | Date       | Nom de l'olympiade         | Surface    | Résultat      | Ultime adversaire | Score    |          |
| - | ---------- | -------------------------- | ---------- | ------------- | ----------------- | -------- | -------- |
| 1 | 31/07/2021 | Olympic Tennis Event Tokyo | Dur (ext.) | 1/4 de finale | Elina Svitolina   | 6-4, 6-4 | Parcours |

## Parcours en Fed Cup
| #                                                                        | Date       | Lieu      | Surface      | Gagnante(s)                        | Perdante(s)               | Score          |          |
| ------------------------------------------------------------------------ | ---------- | --------- | ------------ | ---------------------------------- | ------------------------- | -------------- | -------- |
|                                                                          |            |           |              |                                    |                           |                |          |
| 2014 - 1er tour (groupe mondial) - États-Unis - Italie - 1 : 3           |            |           |              |                                    |                           |                |          |
| 1                                                                        | 08/02/2014 | Cleveland | Dur (int.)   | Camila Giorgi                      | Madison Keys              | 6-2, 6-1       | Parcours |
| 1                                                                        | 08/02/2014 | Cleveland | Dur (int.)   | Christina McHale                   | Camila Giorgi             | Non disputé    | Parcours |
|                                                                          |            |           |              |                                    |                           |                |          |
| 2014 - 1/2 finale (groupe mondial) - République tchèque - Italie - 4 : 0 |            |           |              |                                    |                           |                |          |
| 2                                                                        | 19/04/2014 | Ostrava   | Dur (int.)   | Petra Kvitová                      | Camila Giorgi             | 6-4, 6-2       | Parcours |
| 2                                                                        | 19/04/2014 | Ostrava   | Dur (int.)   | Lucie Šafářová                     | Camila Giorgi             | Non disputé    | Parcours |
| 2                                                                        | 19/04/2014 | Ostrava   | Dur (int.)   | Andrea Hlaváčková Klára Zakopalová | Camila Giorgi Karin Knapp | 6-2, 5-7, 11-9 | Parcours |
|                                                                          |            |           |              |                                    |                           |                |          |
| 2015 - 1er tour (groupe mondial) - Italie - France - 2 : 3               |            |           |              |                                    |                           |                |          |
| 3                                                                        | 07/02/2015 | Gênes     | Terre (int.) | Camila Giorgi                      | Alizé Cornet              | 6-4, 6-2       | Parcours |
| 3                                                                        | 07/02/2015 | Gênes     | Terre (int.) | Caroline Garcia                    | Camila Giorgi             | 4-6, 6-0, 6-2  | Parcours |
|                                                                          |            |           |              |                                    |                           |                |          |
| 2015 - Barrage (groupe mondial I) - Italie - États-Unis - 3 : 2          |            |           |              |                                    |                           |                |          |
| 4                                                                        | 18/04/2015 | Brindisi  | Terre (ext.) | Serena Williams                    | Camila Giorgi             | 7-65, 6-2      | Parcours |
|                                                                          |            |           |              |                                    |                           |                |          |
| 2016 - 1er tour (groupe mondial) - France - Italie - 4 : 1               |            |           |              |                                    |                           |                |          |
| 5                                                                        | 06/02/2016 | Marseille | Dur (int.)   | Camila Giorgi                      | Kristina Mladenovic       | 1-6, 6-4, 6-1  | Parcours |
| 5                                                                        | 06/02/2016 | Marseille | Dur (int.)   | Caroline Garcia                    | Camila Giorgi             | 6-3, 6-4       | Parcours |

## Classement WTA en fin de saison
| Année          | 2006 | 2007 | 2008 | 2009 | 2010 | 2011 | 2012 | 2013 | 2014 | 2015 | 2016 | 2017 | 2018 | 2019 | 2020 | 2021 | 2022 | 2023 |
| Rang en simple | 944  | 833  | 480  | 285  | 244  | 149  | 79   | 93   | 35   | 34   | 83   | 79   | 26   | 98   | 75   | 34   | 67   | 56   |

Source : (en) Classements de Camila Giorgi sur le site officiel de la Fédération internationale de tennis

## Records et statistiques

### Victoires sur le top 10
Toutes ses victoires sur des joueuses classées dans le top 10 de la WTA lors de la rencontre.
| Légende                       |
| Grand Chelem                  |
| Jeux olympiques               |
| Premier 5 / WTA 1000          |
| Premier / WTA 500             |
| Intern'l / Intern'l / WTA 250 |
| Fed Cup                       |

| #  | Rang   |  | Tournoi         | Année | Surface      |                 | Adversaire          | Rang  | Tour           | Score         | Tableau |
| -- | ------ |  | --------------- | ----- | ------------ | --------------- | ------------------- | ----- | -------------- | ------------- | ------- |
| 1  | no 93  |  | Pékin           | 2012  | Dur          |                 | Sara Errani         | no 7  | 1/32           | 5-4 ab.       | Tableau |
| 2  | no 136 |  | US Open         | 2013  | Dur          |                 | Caroline Wozniacki  | no 8  | 1/16           | 4-6, 6-4, 6-3 | Tableau |
| 3  | no 79  |  | Indian Wells    | 2014  | Dur          |                 | Maria Sharapova     | no 5  | 1/16           | 6-3, 4-6, 7-5 | Tableau |
| 4  | no 54  |  | Rome            | 2014  | Terre battue |                 | Dominika Cibulková  | no 10 | 1/32           | 6-4, 7-62     | Tableau |
| 5  | no 42  |  | Eastbourne      | 2014  | Gazon        |                 | Victoria Azarenka   | no 8  | 1/16           | 4-6, 6-3, 7-5 | Tableau |
| 6  | no 34  |  | Katowice        | 2015  | Dur (int.)   |                 | Agnieszka Radwańska | no 9  | 1/2            | 6-4, 6-2      | Tableau |
| 7  | no 99  |  | Prague          | 2017  | Terre battue |                 | Karolína Plíšková   | no 3  | 1/16           | 7-66, 6-2     | Tableau |
| 8  | no 102 |  | Birmingham      | 2017  | Gazon        |                 | Elina Svitolina     | no 5  | 1/8            | 6-4, 4-6, 6-2 | Tableau |
| 9  | no 37  |  | Tokyo           | 2018  | Dur          |                 | Caroline Wozniacki  | no 2  | 1/8            | 6-2, 2-6, 6-4 | Tableau |
| 10 | no 75  |  | Eastbourne      | 2021  | Gazon        |                 | Karolína Plíšková   | no 10 | 1/16           | 2-6, 6-2, 6-2 | Tableau |
| 11 | no 75  |  | Eastbourne      | 2021  | Gazon        | Aryna Sabalenka | no 4                | 1/4   | 7-65, 0-6, 6-2 |               | Tableau |
| 12 | no 61  |  | Jeux olympiques | 2021  | Dur          |                 | Karolína Plíšková   | no 7  | 1/8            | 6-4, 6-2      | Tableau |
| 13 | no 71  |  | Canada          | 2021  | Dur          |                 | Karolína Plíšková   | no 6  | Finale         | 6-3, 7-5      | Tableau |
| 14 | no 30  |  | Roland Garros   | 2022  | Terre battue |                 | Aryna Sabalenka     | no 7  | 1/16           | 4-6, 6-1, 6-0 | Tableau |
| 15 | no 67  |  | Eastbourne      | 2023  | Gazon        |                 | Ons Jabeur          | no 6  | 1/8            | 6-3, 6-2      | Tableau |